# 하마데라에키마에 정류장
하마데라에키마에 정류장(일본어: 浜寺駅前停留場, はまでらえきまえていりゅうじょう)은 일본 오사카부 사카이시 니시구에 있는 한카이 전기 궤도의 정류장이다. 본 노선의 종점이다. 역 번호는 HN31이다.
난카이 전기철도 난카이 본선의 하마데라코엔 역과 연결되어 도보로 약 2분 거리에 있다.

## 역사
- 1912년 4월 1일: 한카이 전기 궤도의 개업으로 영업 개시.
- 1915년 6월 21일: 회사 합병으로 난카이 철도의 역이 됨.
- 1944년 6월 1일: 회사 합병으로 긴키 닛폰 철도의 역이 됨.
- 1947년 6월 1일: 노선 양도로 인하여 난카이 전기철도의 역이 됨.
- 1980년 12월 1일: 노선 양도로 인하여 한카이 전기 궤도의 정거장이 됨.

## 정류장 구조
단선 승강장 2면의 구조이다. 통상으로는 역사 측 1번 플랫폼에서 승하차한다. 선발 열차가 1에 정차하고 있을 때는 후나오 방향 2의 플랫폼서 하차된다. 역사에는 정기권 발매소가 있고, 정기권, 회수권을 구입할 수 있다.

## 역 주변
- 난카이 전기철도 난카이 본선 하마데라코엔 역
- 오사카 부영 하마데라 공원 - 역의 서쪽에 있다.
- 후쿠에도

## 사진

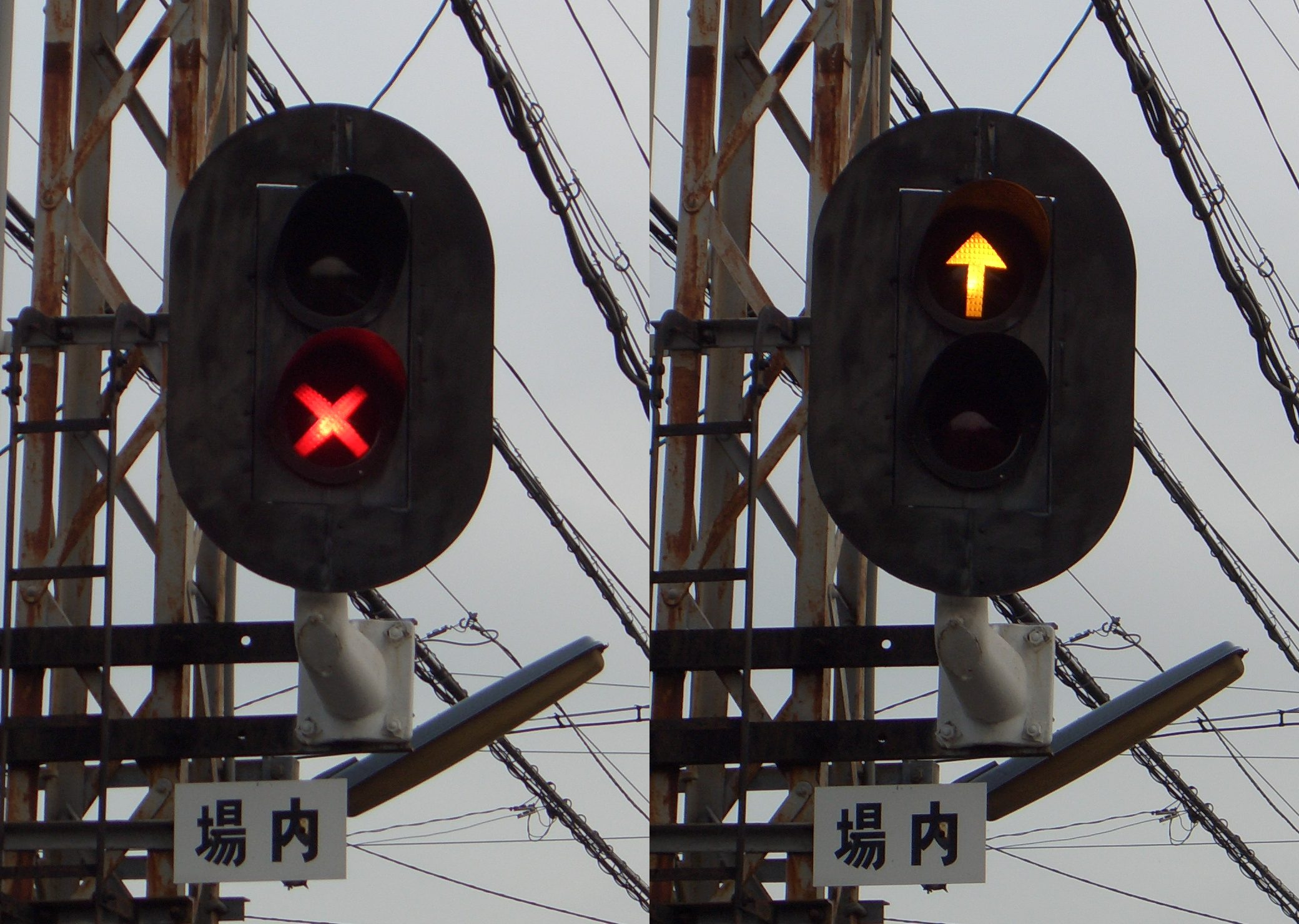
정류장 내 신호기
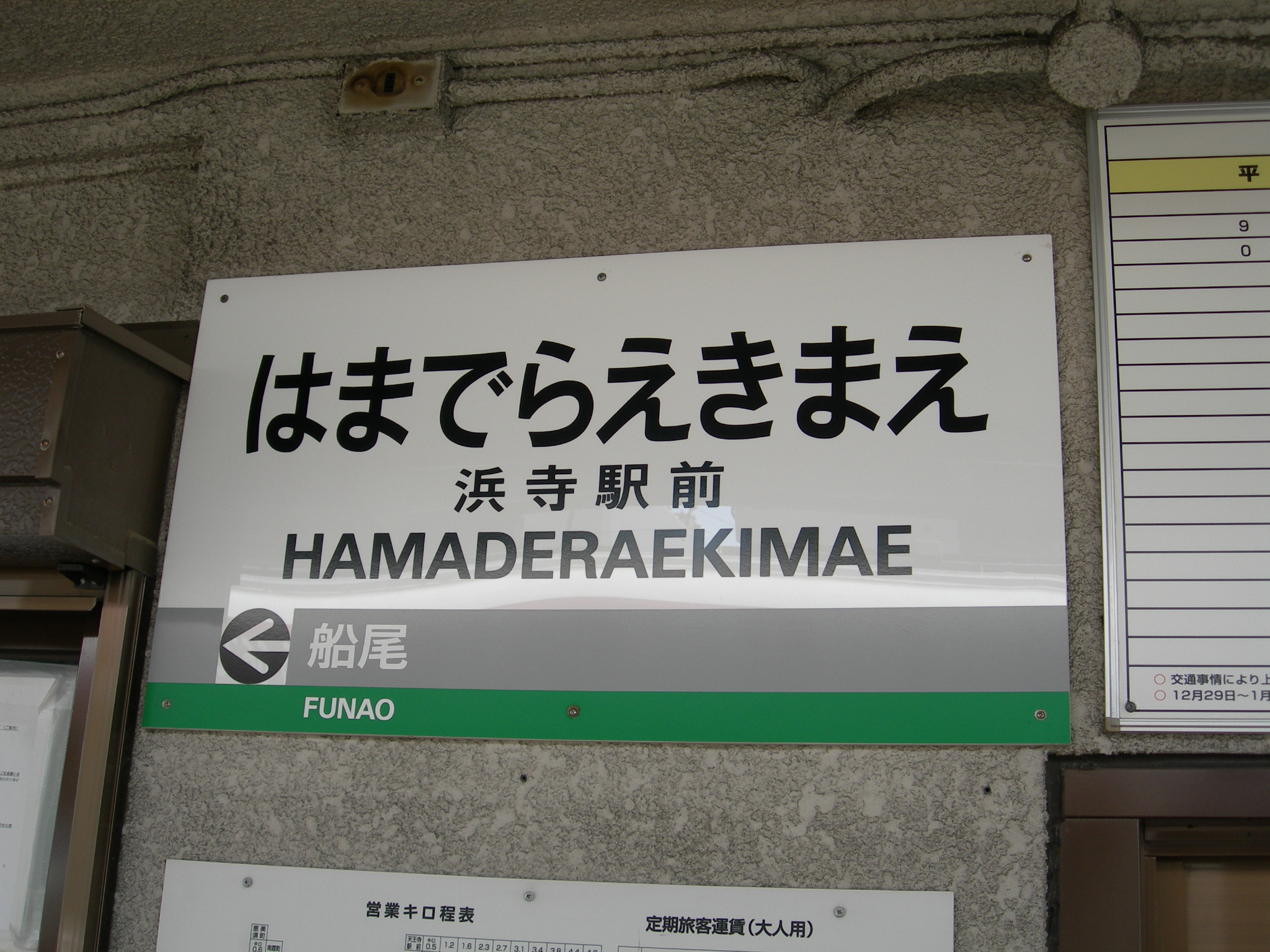
역명판

## 인접역
| 한카이 전기 궤도 ■ 한카이 선 | 한카이 전기 궤도 ■ 한카이 선 | 한카이 전기 궤도 ■ 한카이 선 |
| ---------------------------- | ---------------------------- | ---------------------------- |
| HN29 후나오 에비스초 방면    |                              | 시·종착역                    |